# Eupithecia cabria
Eupithecia cabria är en fjärilsart som beskrevs av Paul Dognin 1899. Eupithecia cabria ingår i släktet Eupithecia och familjen mätare. Inga underarter finns listade i Catalogue of Life.